# 池田宰
池田 宰（いけだ つかさ、1907年2月7日 - 1989年3月21日）は、日本の経営者。長野県出身。位階は従五位。

## 経歴
1926年に京都大学附属電気工学講習科を修了し、同年3月に日立製作所に入社。
1955年10月に日立運輸代表取締役に就任し、1957年5月に社長に就任し、1967年5月には東京モノレール社長にも就任し、1969年11月には日立運輸東京モノレール社長に就任した。1970年5月に会長に就任し、1977年6月には相談役に就任した。
1977年6月に運輸大臣表彰を受け、1979年11月に勲四等瑞宝章を受章。
1989年3月21日食道癌のために死去。82歳没。死没日付をもって従七位から従五位に進階。